# Puchar Wielkich Mistrzyń 2009
Puchar Wielkich Mistrzyń 2009 – siatkarski turniej rozegrany w dniach 10–14 listopada 2009 roku w Tokio i Fukuoce w Japonii.
Zwycięstwa sprzed czterech lat broniły Brazylijki, jednak puchar zdobyły Włoszki, które w całym turnieju wygrały wszystkie spotkania, przegrywając 3 sety.
Najbardziej wartościowym graczem (MVP) uznana została włoska środkowa Simona Gioli. Po dwie nagrody indywidualne otrzymały zawodniczki Brazylii, Korei Południowej i Włoch, a jedna przypadła dla reprezentantki Tajlandii.

## System rozgrywek
W Pucharze Wielkich Mistrzyń 2009 udział wzięli mistrzowie poszczególnych konfederacji (poza CAVB), gospodarz (Japonia) oraz drużyna, która otrzymała dziką kartę (Korea Południowa). Wszystkie reprezentacje rozegrały ze sobą po jednym spotkaniu. Zespół, który po rozegraniu wszystkich meczów miał najwięcej punktów, zdobył puchar.
O kolejności w tabeli decydowały kolejno:
- liczba punktów,
- stosunek małych punktów,
- stosunek setów[1].

## Drużyny uczestniczące
| Reprezentacja    | Miejsce w poprzednim pucharze | Miejsce w rankingu FIVB | Sposób kwalifikacji                            |
| ---------------- | ----------------------------- | ----------------------- | ---------------------------------------------- |
| Brazylia         | 1                             | 1                       | mistrz Ameryki Południowej                     |
| Dominikana       | nie brała udziału             | 14                      | mistrz Ameryki Północnej, Środkowej i Karaibów |
| Japonia          | 5                             | 7                       | gospodarz                                      |
| Korea Południowa | 6                             | 12                      | dzika karta                                    |
| Tajlandia        | nie brała udziału             | 17                      | mistrz Azji i Oceanii                          |
| Włochy           | nie brała udziału             | 5                       | mistrz Europy                                  |

## Hale sportowe
Puchar Wielkich Mistrzyń 2009 rozegrany został na dwóch halach sportowych: w miastach Tokio i Fukuoka.
| Zdjęcie | Nazwa                        | Miasto  | Widzów |
| ------- | ---------------------------- | ------- | ------ |
|         | Tokyo Metropolitan Gymnasium | Tokio   | 10 000 |
|         | Marine Messe Fukuoka         | Fukuoka | 15 500 |

## Wyniki spotkań

### I runda – Tokio
| Data  | Drużyna 1        | Wynik | Drużyna 2        | 1     | 2     | 3     | 4     | 5    | * |
| ----- | ---------------- | ----- | ---------------- | ----- | ----- | ----- | ----- | ---- | - |
| 10.11 | Tajlandia        | 0:3   | Włochy           | 25:27 | 22:25 | 22:25 |       |      |   |
| 10.11 | Dominikana       | 0:3   | Brazylia         | 23:25 | 16:25 | 17:25 |       |      |   |
| 10.11 | Japonia          | 3:1   | Korea Południowa | 22:25 | 27:25 | 25:16 | 25:10 |      |   |
| 11.11 | Tajlandia        | 1:3   | Dominikana       | 25:14 | 20:25 | 21:25 | 26:28 |      |   |
| 11.11 | Włochy           | 3:2   | Korea Południowa | 24:26 | 24:26 | 28:26 | 25:19 | 15:9 |   |
| 11.11 | Brazylia         | 3:1   | Japonia          | 24:26 | 25:21 | 25:23 | 25:21 |      |   |
| 12.11 | Korea Południowa | 0:3   | Brazylia         | 26:28 | 17:25 | 15:25 |       |      |   |
| 12.11 | Dominikana       | 0:3   | Włochy           | 19:25 | 18:25 | 20:25 |       |      |   |
| 12.11 | Japonia          | 3:0   | Tajlandia        | 25:21 | 25:18 | 25:12 |       |      |   |

### II runda – Fukuoka
| Data  | Drużyna 1        | Wynik | Drużyna 2        | 1     | 2     | 3     | 4     | 5     | * |
| ----- | ---------------- | ----- | ---------------- | ----- | ----- | ----- | ----- | ----- | - |
| 14.11 | Tajlandia        | 2:3   | Korea Południowa | 18:25 | 19:25 | 25:16 | 25:14 | 11:15 |   |
| 14.11 | Włochy           | 3:0   | Brazylia         | 25:21 | 25:23 | 25:21 |       |       |   |
| 14.11 | Dominikana       | 3:1   | Japonia          | 24:26 | 25:22 | 25:16 | 25:18 |       |   |
| 15.11 | Brazylia         | 3:0   | Tajlandia        | 25:22 | 25:20 | 25:18 |       |       |   |
| 15.11 | Korea Południowa | 0:3   | Dominikana       | 17:25 | 18:25 | 22:25 |       |       |   |
| 15.11 | Japonia          | 1:3   | Włochy           | 30:32 | 22:25 | 26:24 | 18:25 |       |   |

## Tabela końcowa
| Lp. | Drużyna          | Pkt | Mecze | Mecze | Mecze | Sety | Sety | Sety  | Małe punkty | Małe punkty | Małe punkty |
| Lp. | Drużyna          | Pkt | M     | W     | P     | wyg. | prz. | ratio | zdob.       | str.        | ratio       |
| --- | ---------------- | --- | ----- | ----- | ----- | ---- | ---- | ----- | ----------- | ----------- | ----------- |
| 1   | Włochy           | 10  | 5     | 5     | 0     | 15   | 3    | 5.000 | 449         | 393         | 1.142       |
| 2   | Brazylia         | 9   | 5     | 4     | 1     | 12   | 4    | 3.000 | 392         | 340         | 1.153       |
| 3   | Dominikana       | 8   | 5     | 3     | 2     | 9    | 8    | 1.125 | 379         | 381         | 0.995       |
| 4   | Japonia          | 7   | 5     | 2     | 3     | 9    | 10   | 0.900 | 443         | 431         | 1.028       |
| 5   | Korea Południowa | 6   | 5     | 1     | 4     | 6    | 14   | 0.429 | 392         | 466         | 0.841       |
| 6   | Tajlandia        | 5   | 5     | 0     | 5     | 3    | 15   | 0.200 | 370         | 414         | 0.894       |

Źródło: 
Punktacja: zwycięstwo – 2 pkt; porażka – 1 pkt
Zasady ustalania kolejności: 1. liczba punktów; 2. stosunek setów; 3. stosunek małych punktów; 4. bilans w bezpośrednich meczach

## Klasyfikacja końcowa
| Miejsce | Reprezentacja    |
| ------- | ---------------- |
| złoto   | Włochy           |
| srebro  | Brazylia         |
| brąz    | Dominikana       |
| 4.      | Japonia          |
| 5.      | Korea Południowa |
| 6.      | Tajlandia        |

## Nagrody indywidualne
| MVP          | Najlepsza punktująca | Najlepsza atakująca | Najlepsza blokująca | Najlepsza serwująca | Najlepsza rozgrywająca | Najlepsza przyjmująca | Najlepsza libero |
| ------------ | -------------------- | ------------------- | ------------------- | ------------------- | ---------------------- | --------------------- | ---------------- |
| Simona Gioli | Kim Yeon-koung       | Simona Gioli        | Yang Hyo-jin        | Malika Kanthong     | Yoshie Takeshita       | Fabi                  | Fabi             |

## Nagrody pieniężne
Nagrody pieniężne przyznawane były reprezentacjom za zajęte miejsca w pucharze, a także zdobywcom nagród indywidualnym. Pula nagród wynosiła 1 000 000 USD.
| Miejsce | Wynagrodzenie (w USD) |
| ------- | --------------------- |
| 1       | 300 000               |
| 2       | 150 000               |
| 3       | 125 000               |
| 4       | 100 000               |
| 5       | 75 000                |
| 6       | 50 000                |
| Razem   | 800 000               |

| Nagroda                | Wynagrodzenie (w USD) |
| ---------------------- | --------------------- |
| MVP                    | 50 000                |
| Najlepsza punktująca   | 50 000                |
| Najlepsza rozgrywająca | 20 000                |
| Najlepsza atakująca    | 20 000                |
| Najlepsza blokująca    | 20 000                |
| Najlepsza libero       | 20 000                |
| Najlepsza zagrywająca  | 20 000                |
| Razem                  | 200 000               |